# 후나키 쇼이치
후나키 쇼이치(일본어: 船木 勝一 ふなき しょういち[*] /Shoichi Funaki, 1968년 8월 24일 ~ )는 일본의 남자 프로레슬링선수다. 주로 1990년 프로레슬링 입문으로 WWF/WWE 1998년 ~ 2008년까지는 WWF/WWE 링네임이 후나키(일본어: フナキ ふなき[*]/Funaki)라는 사용을 한적도 있었다. 2008년 ~ 2010년까지 WWE 링네임이 쿵 푸 나키(일본어: カン・フー・ナキ くん ふ なき[*]/Kung Fu Naki)라는 링네임을 활동을 한적도 있었다. 키는 170cm(5 ft 7 in)에다가 몸무게는 81kg(178 lb)에 프로레슬링로서는 보통 체격이다. 1998년 WWF에서 WWF/WWE 링네임이 후나키(일본어: フナキ ふなき[*]/Funaki)라는 카이 엔 타이라는 스테이블을 형성하여 나왔고 이후에는 주로 너무나 상당히 많이 지고 약한 모습이지만 주로 2001년에서는 타카 미치노쿠가 떠나자 2001년부터는 싱글로 활동을 했는데 2005년 WWE 크루저웨이트 챔피언이 되기도 했었다. 그리고 2008년 ~ 2010년까지 WWE 링네임이 쿵 푸 나키(일본어: カン・フー・ナキ くん ふ なき[*]/Kung Fu Naki)라는 사용을 하다가 2010년 WWE 방출한다. WWE에서 방출하고는 WWE를 떠난 뒤 후나키는 ZERO-ONE과 계약하여 그의 제자인 히다카 이쿠토와 팀을 이뤄 활동했다. 또 TNA One Night Only: World Cup of Wrestling에서 팀 인터네셔널의 일원으로 참가했다. 2011년부터 2013년까지 일본에서 개최된 WWE 하우스 쇼의 특별 레프리를 맡았다. 히데오 이타미의 NXT 데뷔 후 첫 인터뷰 영상에서 통역 역할로 출연하였다. 레슬매니아 32부터 WWE의 일본어 해설로써 활동하는 한편 아스카, 나카무라 신스케, 이타미 히데오 등 일본인 프로레슬링선수들의 WWE 적응을 돕는다. 피니쉬는 다이빙 헤드벗 드롭, 라이징 썬(점핑 토네이도 디디티), 런닝 솔 킥, 숀 캡쳐(크로스 니락), 크레인 킥으로 사용을 한다.

## Professional wrestling highlights
- Funaki
  - Finishing moves
    - Diving headbutt drop - 1998
    - Jumping tornado DDT sometimes in Inverted version
    - Shawn Capture (Cross kneelock sometimes from a position of wheelbarrow bodyscissors)
    - Side kick - 1998

  - Signature movers
    - Diving crossbody
    - Diving moonsault
    - Diving overhead chop
    - Fisherman brainbuster
    - Jumping inverted DDT
    - Jumping one-handed bulldog
    - Jumping powerbomb
    - Multiple kick variations
      - Enzuigiri
      - Rolling back
      - Running front drop

    - Sommersault cutter
- Kung Fu Naki
  - Finishing moves
    - Crane kick
    - Rising Sun (Jumping tornado DDT sometimes in Inverted version)

  - Signature movers
    - Diving crossbody into either a moonsault leg drop or a overhead chop
    - Karate chop
    - Multiple kick variations
      - Enzuigiri
      - Rolling back
      - Running front drop

    - Sommersault cutter
- Managers
  - Taka Michinoku
  - Yamaguchi-san
- Entrance themes
  - "Matador" by Terumasa Hino (PWFG; 1990-1996)
  - "Like Out and Play (Keep 'Em Separated)" by Offspring (MPRO; 1996-1997)
  - "Kaientai" by Jim Johnston (WWF/WWE; 1998-2008)
  - "Kung Fu San" by Dice Raw and Jim Johnston (WWE; 2008-2010)

## 수상
- PWI 랭크드 힘 #103 오브 더 탑 500 싱글즈 레슬링 오브 더 이열 인 더 PWI 500 인 2001
- TWA 헤비웨이트 챔피언 (1회)
- UWA 월드 미들웨이트 챔피언 (1회)
- WWE 크루져웨이트 챔피언 (구 버전) (1회)
- WWE 하드코어 챔피언 (1회)
- 파이브 스타 매치 (10월 10주년 1996) - 딕 토가, 맨즈 테이오, 시류 앤 타카 미치노쿠 vs 그랜드 하마다, 슈퍼 델핀, 타이거 마스크 4, 그랜드 나시와, 야쿠신지 마사토 (미치노쿠 프로레슬링)